# Old Black Joe
Az Old Black Joe szalondal. Melankolikus hangulatával a spirituálékra emlékeztet.
A dalt Stephen Foster(en) írta, állítólag mostohaapja Joe nevű szolgájának hatására. 1853-ban jelent meg New Yorkban.
Szabó Miklós fordításában a magyar címe: Ültetvényesek dala.

## Kotta és dallam
| Órám lejárt, tovatűnt az életem, Száz hű barát, künn az ültetvényeken, Ott várnak rám, ahol minden szép és jó, És hívogatnak csendesen: "Jöjj Ol' Black Joe!" Ó, megyek, már megyek, hajam hamvas, mint a hó, S már hívogatnak csendesen: "Jöjj Ol' Black Joe!" Miért sírok hát? Szívem megnyugvásra vár, Szép ifjúság, soha nem jössz vissza már. Vár rám az éj, s halkan cseng a tiszta szó, Már hívogatnak csendesen: "Jöjj Ol' Black Joe!" Ó, megyek, már megyek… Mind sírba hull, aki itt örült velem, Lányok, fiúk, akik ültek térdemen, Túl a folyón, vár egy part – oly biztató, Ott hívogatnak csendesen: "Jöjj Ol' Black Joe!" Ó, megyek, már megyek… | Gone are the days when my heart was young and gay, Gone are my friends from the cotton fields away, Gone from the earth to a better land I know, I hear their gentle voices calling "Old Black Joe". I'm coming, I'm coming, for my head is bending low: I hear those gentle voices calling, "Old Black Joe". Why do I weep when my heart should feel no pain Why do I sigh that my friends come not again, Grieving for forms now departed long ago. I hear their gentle voices calling "Old Black Joe". I'm coming… Where are the hearts once so happy and so free? The children so dear that I held upon my knee, Gone to the shore where my soul has longed to go. I hear their gentle voices calling "Old Black Joe". |

## Felvételek
- Stephen Foster(wd):  OLD BLACK JOE.wmv. Paul Robeson  YouTube (2010. június 15.)  (Hozzáférés: 2017. július 13.) (audió)
- Stephen Foster(wd):  Old Black Joe. YouTube (2013. szeptember 21.)  (Hozzáférés: 2017. július 13.) (audió)
- Stephen Foster(wd):  Old black joe.wmv. YouTube (2008. december 6.)  (Hozzáférés: 2017. július 13.) (audió)